# ミッシェル・ウェーデル
ミッシェル・ウェーデル（Michel Wedel, 1958年 - ）は、オランダの空手家である。現役時代の体格は身長197センチメートル、体重104キログラム。欧州最強の男の異名を持っていた。ミシガン州立大学で経営学の教授も務める。

## 来歴

### 第3回全世界選手権で増田との激闘
1973年に極真会館入門。空手と同時にボクシングも並行で練習していた。1979年の第2回オープントーナメント全世界空手道選手権大会に初出場。この頃は目立った結果を出せなかったがその後、1981年のヨーロッパ選手権重量級で優勝。このときのウェーデルをみた大山倍達は「第3回全世界選手権での最強外国人はウィリー・ウィリアムスでもケニー・ウーテンボガード（南アフリカ）でもない。ミッシェル・ウェーデルだ」と高評価した。なお、前述の第2回大会での初戦は、国際問題で出場が叶わなかったウーテンボガード戦が組まれていた(1986年12月発売『月刊パワー空手』の特集記事より)。
1984年の第3回全世界選手権では1回戦、2回戦と一本勝ちで勝ち上がり、3回戦で増田章と対戦。3度目の延長戦までもつれ込み、判定で増田に敗れた。しかし、増田は「本戦序盤にミッシェルのボディーブローが私のレバーに効いてしまった。『なんだこの突きは』『今までこんな強い突きはもらったことがない』と驚愕するほど、強烈なものだった。本戦の判定で『負けた』と思っていたら、引き分けの判定だった。本来なら『助かった、負けなかった』と思うところだが、このときばかりは『えっ、まだ戦うのか？』という心境だった。延長戦ではボディブローのダメージを残しながら、左下段回し蹴りを中心にミッシェルの足を攻めた。とにかく倒れて負けたくないと思い、必死に戦っていた。再延長戦に突入すると、彼が私を倒そうと動いていたのでスタミナを消耗してきていた。逆に私の下段回し蹴りも効きはじめたのか、判定で私の勝利となった。しかし、本戦の判定だけだったら、私の負けであった」と吐露している。
増田に負けたウェーデルだが、評価は一切下がらなかった。ウェーデルはボクシングの技術を取り入れた突きとムエタイの蹴りを取り入れていた。レバーを狙った下突き（ボディブロー）、鎖骨を狙った上段突きと上中下段回し蹴り、前蹴りと突きと蹴りのコンビネーションが見事にかみ合った組手スタイルであった。

### 第18回全日本選手権＆第4回全世界選手権
ウェーデルは第4回オープントーナメント全世界空手道選手権大会の前年である1986年の第18回オープントーナメント全日本空手道選手権大会にエントリーしてきた。翌年に第4回全世界選手権を控えており、あえて手の内を見せる必要がないのにもかかわらず、ウェーデルは参戦してきたのである。過去、ブラジルのアデミール・ダ・コスタなども第14回全日本選手権にエントリーしてきたが、彼の場合はまだ無名であったことと第3回全世界選手権の2年前で、武者修行的な意味合いであったのに対して、ウェーデルは既にヨーロッパ王者でウィリーよりも強いと言われていた選手である。
日本勢は「ストップ・ザ・ミッシェル」で何とか潰そうと躍起になったが、ウェーデルに3回戦まで全て一本勝ちされてしまう。しかし、ウェーデルは4回戦で対戦した小笠原和彦に対して顔面殴打をしてしまい、痛恨の反則負けをしてしまった。総裁の大山倍達は「故意ではない。」と大目に見ようとしたが、審判長の郷田勇三に「そうして一々温情措置をしていたらきりがない、ルールはルールです。」と言われて渋々引き下がった(と、第4回世界大会前の格闘技雑誌のインタビューで大山は語っている)。参戦した理由をウェーデルは「私は去年（1985年）から、既に自分のカラテの試合における力が、落ち始めていることに気づいていた。ともかく一刻も早くレベルの高い全日本選手権で戦っておきたいと思った。世界大会の予行演習なんて気持ちはサラサラなかったよ。マスダ（増田章）とは既に戦っているので、単に早いうちにマツイ（松井章圭）と戦いたかっただけだ」と述懐する。
1987年（昭和62年）の6月に開催された第4回ヨーロッパ選手権重量級でぶっちぎりの優勝。決勝で対戦したマイケル・トンプソンが僅か数秒で戦意喪失に追い込まれてしまうほどであった。5か月後の第4回全世界選手権ではアデミール・ダ・コスタと並び外国人最強選手の両横綱であった。ウェーデルは1回戦から4試合連続一本勝ちで5回戦に進出。この連続一本勝ち記録は、大石代悟、ウィリー・ウィリアムスと並ぶ堂々のタイ記録である。ここで事実上の決勝戦とも言われたアデミール・ダ・コスタと対戦。本戦、延長戦2回と闘い、ダ・コスタに判定負けした。ウェーデルはこの試合を最後に選手権大会から、引退をした。
ウェーデルの一本勝ちを獲得する率は高く、日本で行われた試合でも12試合9勝。この9勝は全て一本勝ちである。

## 人物
ウェーデルは、いわゆる文武両道をそのまま歩んできた男である。現役時代から大学の研究員であった。その後、30歳代でオランダの大学教授となり、2013年現在はアメリカミシガン州立大学の教授で、専攻はマーケティングである。

## 逸話
オランダのジムでスパーリングを行ったが、ウェーデルの突きを喰らったキックボクサーが3人病院送りになったという逸話がある。
ウェーデルと増田の友情は現在も続いており、ウェーデルが来日した時には必ず増田を訪問するという。ある時、たまたま訪問した日がウェーデルと増田が試合した日と重なり、ウェーデルは「今日は記念日だ。マスダと私が戦った記念日だ」とワインを持って来訪したといい、増田はその気持ちがとてもうれしくてたまらなかったと述べている。